# Heinrich Lieber
Heinrich Adolph Lieber (* 15. Dezember 1840 in Börnersdorf; † 14. August 1916 in Dresden) war Landwirt und Mitglied des Deutschen Reichstags.

## Leben
Lieber besuchte die Volksschule und erlernte Landwirtschaft im väterlichen Betrieb. Er war 27 Jahre als landwirtschaftlicher Beamter tätig und ab 1890 Besitzer des Vorwerks Stroga. 1866 nahm er am Krieg gegen Österreich bei der Artillerie teil.
Von 1893 bis 1898 war er Mitglied des Deutschen Reichstags für den Wahlkreis Königreich Sachsen 7 Meißen, Großenhain, Riesa und die antisemitische Deutsche Reformpartei.